# Gregor Gysi
Gregor Gysi, nemški politik in politični aktivist, * 16. januar 1948, Berlin
Po transformaciji nekdanje vladajoče vzhodnonemške Enotne socialistične stranke Nemčije (SED) v PDS (Stranka demokratičnega socializma) je bil njen zadnji vodja (od decembra 1989 do 1993), kasneje predsednik njene parlamentarne frakcije v zveznem parlamentu, zdaj pa ključni član nemške politične stranke Die Linke (Levica) in predsednik evropske politične stranke Evropska levica (2016-19).